# No Way Out (2009)
No Way Out (2009) — это PPV-шоу по рестлингу, проводимое World Wrestling Entertainment (WWE). Состоялось 17 февраля 2008 года в Сиэтле, Вашингтон на «Кей Арена».

## Результаты
| №               | Матч                                                                          | Тип матча | Время |
| --------------- | ----------------------------------------------------------------------------- | --- | ----- |
| 1Т              | Мелина победила Бет Финикс                                                    | Матч один на один за титул чемпиона WWE среди женщин | -     |
| 2               | Трипл Эйч победил Гробовщика, Джеффа Харди, Биг Шоу, Владимира Козлова и Эджа | Матч Elimination Chamber за титул чемпиона WWE | 35:55 |
| 3               | Рэнди Ортон победил Шейна Макмэна                                             | Матч без ограничений | 18:16 |
| 4               | Джек Суэггер победил Финли (с Хорнсвогглом)                                   | Матч один на один за титул чемпиона ECW | 7:53  |
| 5               | Шон Майклз победил Джона «Брэдшоу» Лэйфилда                                   | Матч один на один. Поскольку Майклз победил, он был освобожден от трудового договора с Лэйфилдом. Если бы победил Лэйфилда, Майклзу пришлось бы стать постоянным сотрудником Лэйфилда. | 13:17 |
| 6               | Эдж победил Рея Мистерио, Криса Джерико, Джона Сину, Майка Нокса и Кейна      | Матч Elimination Chamber за титул чемпиона мира в тяжёлом весе | 29:46 |
| Т — тёмный матч |                                                                               | |       |